# Schiffneria
Schiffneria là một chi rêu trong họ Cephaloziaceae.